# کارن گریگوریان
کارن گریگوریان (انگلیسی: Karen Grigorian؛ ۷ سپتامبر ۱۹۴۷ – ۳۰ اکتبر ۱۹۸۹) شطرنج‌باز اهل ارمنستان بود که در سال ۱۹۸۲ عنوان استاد بین‌المللی توسط فیده به وی اعطا گردید. کارن در سه مرتبه (۱۹۶۹ مشترکا، ۱۹۷۱ و ۱۹۷۲ مشترکا) به مقام نخست مسابقات قهرمانی شطرنج ارمنستان دست یافت. برادر وی لوون گریگوریان دارنده عنوان استادبزرگ شطرنج بود. 

## خانواده
وی در ۷ سپتامبر ۱۹۴۷ در مسکو به دنیا آمد.  وی پسر شاعر ارمنستانی آشوت گراشی بود. وی در ۳۰ اکتبر ۱۹۸۹ در سن ۴۲ سالگی در  با پریدن از روی مرتفع‌ترین پل ایروان دست به خودکشی زد.
| به‌دلیل برخی مشکلات فنی، نمودارها موقتاً قابل مشاهده نیستند. اطلاعات بیشتر پیرامون این مشکل در فابریکاتور و وبگاه مدیاویکی در دسترس است. | |
| | به‌دلیل برخی مشکلات فنی، نمودارها موقتاً قابل مشاهده نیستند. اطلاعات بیشتر پیرامون این مشکل در فابریکاتور و وبگاه مدیاویکی در دسترس است. |